# Mehdi Golshani
Mehdi Golshani (Isfahán, Irán, 1939) es profesor de Física en la Universidad Sharif de Tecnología de Teherán.
El Dr. Golshani estudió para su doctorado en la Universidad de California en Berkeley, antes de regresar a Teherán para continuar su carrera académica. Sus intereses de investigación incluyen la Física de Partículas, aspectos filosóficos de la Física, Filosofía de la Ciencia y la Teología. 
El Prof. Golshani es actualmente el director del Instituto de Estudios de Humanidades y Cultura y presidente de la Facultad de Filosofía de la Ciencia, de la Universidad Sharif de Tecnología de Teherán. Anteriormente fue presidente del Departamento de Ciencias Básicas, de la Academia de Ciencias, República Islámica del Irán (1990-2000). 
Es miembro de varios organismos científicos, entre ellos la Academia de Ciencias, República Islámica del Irán, la Asociación Americana de Profesores de Física y la Sociedad Internacional para la Ciencia y la Religión.
Ha recibido un Premio John Templeton para un programa de un curso de ciencia y religión y es un exjuez del Premio John Templeton para el Progreso en la religión.

## Obras
- The Holy Qur’an and the Sciences of Nature (1999)
- From Physics to Metaphysics (1997)
- Can Science Dispense with Religion? (3ª edición, 2004)
- Issues in Science and Religion (2004)